# Caminho Imperial

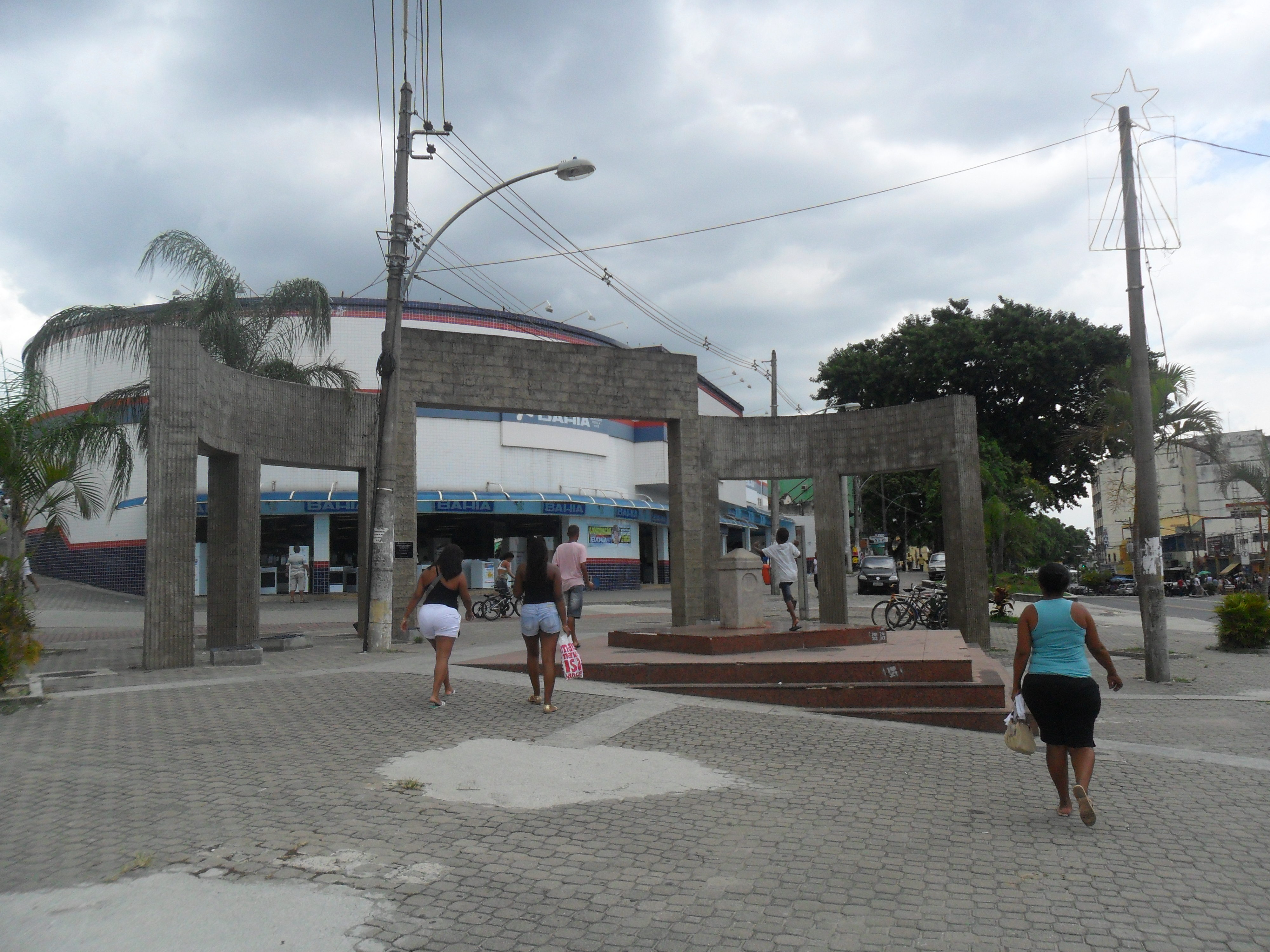
O Caminho Imperial em Santa Cruz. No pedestal há um bloco com uma inscrição remetendo a Dom Pedro II.

Caminho Imperial (também chamado Caminho dos Jesuítas, Caminho das Minas,  Estrada Real de Santa Cruz e Estrada Imperial de Santa Cruz), foi uma via que unia a cidade do Rio de Janeiro ao sertão, passando pela Fazenda dos Jesuítas, ao longo da então Capitania do Rio de Janeiro, nos séculos XVII e XVIII. Fazia parte da Estrada Real, que ligava o Rio de Janeiro às Minas Gerais, por onde passava o ouro a caminho da metrópole portuguesa.
Após a independência do Brasil (1822), transformando-se a cidade do Rio de Janeiro no Município da Corte, a via passou a ligar a Quinta da Boa Vista à Fazenda Imperial de Santa Cruz, sendo usualmente percorrido pelo imperador e pela sua família. À época, era assinalado pelos Marcos Imperiais. Uma diligência diária fazia o transporte de passageiros entre a Fazenda de Santa Cruz e o Palácio de São Cristóvão numa viagem de mais de cinco horas.
Diante do progresso urbano, os antigos marcos se confundem atualmente, na paisagem, com os balizadores e o caminho virou avenida, rua ou alguma construção. Constituiu, até a inauguração da Avenida Brasil, a principal via de acesso rodoviário à capital do país.
A prefeitura do Rio de Janeiro, com o apoio de algumas universidades da zona oeste, tem procurado resgatar uma parte dessa história esquecida da história do Brasil mediante a instalação de sinalização indicadora do primitivo traçado do Caminho Imperial.
Iniciando no Largo da Cancela, no bairro de São Cristóvão, considerado então a entrada terrestre da cidade, corresponde hoje a uma série de vias importantes:
- Avenida Dom Hélder Câmara
- Estrada Intendente Magalhães
- Avenida Marechal Fontenelle